# 长梗亚欧唐松草
长梗亚欧唐松草（学名：Thalictrum minus var. stipellatum）为毛茛科唐松草属下的一个变种。

## 扩展阅读
- 維基物種上的相關：长梗亚欧唐松草